# Улифантс (река, впадает в Атлантический океан)
У́лифантс (О́лифантс, Слоновая, У́лифантсрифир, африк. Olifantsrivier, англ. Olifants River) — река в Южной Африке, в Южно-Африканской Республике, в Западно-Капской провинции.
Длина 250 км. Берёт начало в горах Олифантсрифир (Олифантс-Ривер), южнее горы Хрут-Винтерхук (Хрут-Винтерхукпик, 2076 м), северо-западнее Сиреса и северо-восточнее Кейптауна, течёт в северо-западном направлении, мимо городов Ситрусдал и Клануильям. У Клануильяма на реке создано водохранилище. У города Клавер принимает правый приток Дуринг (Дурингрифир). Течёт мимо города Фридендал. У города Люцвилл принимает правый приток Хол (Холрифир). У деревни Кукенап поворачивает в юго-западном направлении. Впадает в Атлантический океан у деревни Папендорп, в 250 км севернее Кейптауна.
Зимнее половодье. Используется для орошения.
По долине реки проходит участок Ситрусдал — Клавер национальной дороги N7 Кейптаун — Фиулсдриф и дорога местного значения R363 Клавер — Фридендал — Ньиверуст. Также по долине реки проходит железная дорога Калбаскрал — Биттерфонтейн, построенная с 1887 по 1927 год. У города Люцвилл реку пересекает построенная в 1976 году железная дорога Сайшен — Салданья для перевозки железной руды месторождения Сайшен.